# Видима зоряна величина

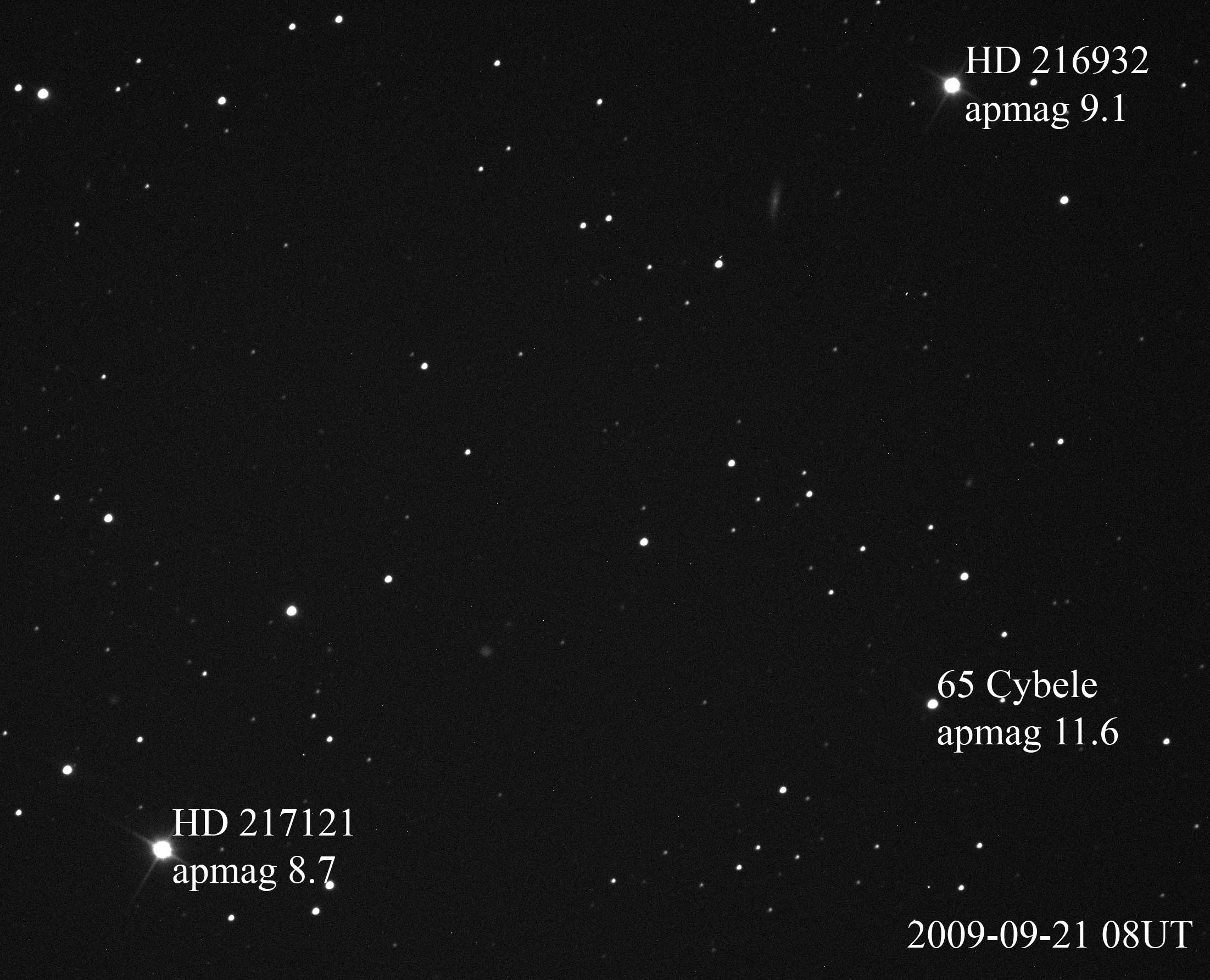
Астероїд 65 Кібела та дві зірки з позначеними величинами

Ви́дима зо́ряна величина́ (позначається m — від англ. magnitude) — безрозмірнісна величина, яка характеризує блиск небесного тіла (кількість світла, що надходить від нього) з погляду земного спостерігача. Що яскравіший об'єкт, тим менша його видима зоряна величина.
Слово «видима» у назві означає лише те, що зоряна величина спостерігається із Землі, і вживається для того, щоб відрізняти її від абсолютної зоряної величини. Ця назва стосується не лише видимого світла. Величина, яка сприймається людським оком (чи іншим приймачем з такою ж спектральною чутливістю), називається візуальною.
Зоряна величина позначається маленькою літерою m у вигляді верхнього індексу до числового значення. Наприклад, 2m означає другу зоряну величину.

## Історія
Поняття зоряної величини запровадив давньогрецький астроном Гіппарх у II сторіччі до нашої ери. Він розподілив усі доступні неозброєному оку зорі на шість величин: найяскравіші він назвав зорями першої величини, найтьмяніші — шостої. Для проміжних величин вважалося, що, скажімо, зорі третьої величини, настільки ж тьмяніші за зорі другої, наскільки вони яскравіші за зорі четвертої. Цей спосіб вимірювання блиску набув поширення завдяки «Альмагесту» — зоряному каталогу Клавдія Птолемея.
Така класифікаційна шкала майже без змін застосовувалася до середини 19 сторіччя. Першим, хто поставився до зоряної величини як до кількісної, а не якісної характеристики, був Фрідріх Аргеландер. Саме він почав впевнено застосовувати десяткові частки зоряних величин.
1856 року Норман Погсон формалізував шкалу зоряних величин, встановивши, що зірка першої величини рівно у 100 разів яскравіша за зірку шостої величини. Оскільки відповідно до закону Вебера — Фехнера зміна освітленості в однакову кількість разів сприймається оком як зміна на однакову величину, то різниця в одну зоряну величину відповідає зміні інтенсивності світла в {\displaystyle {\sqrt[{5}]{100}}} ≈ 2,512 раза. Це ірраціональне число, яке називають числом Погсона.
Отже, шкала зоряних величин є логарифмічною: різниця зоряних величин двох об'єктів визначається рівнянням:
{\displaystyle m_{1}-m_{2}=-2,5\,\mathrm {lg} \left({\frac {L_{1}}{L_{2}}}\right)},
де:
{\displaystyle m_{1}}, {\displaystyle m_{2}} — зоряні величини об'єктів,
{\displaystyle L_{1}}, {\displaystyle L_{2}} — освітленості, що створюються ними.
Ця формула дає можливість визначити лише різницю зоряних величин, але не самі величини. Щоб за її допомогою побудувати абсолютну шкалу, необхідно задати нуль-пункт — освітленість, якій відповідає нульова зоряна величина (0m). Спочатку Погсон застосовував як еталон Полярну зорю, поклавши, що вона має рівно другу величину. Після того, як з'ясувалося, що Полярна є змінною зорею, шкалу почали прив'язувати до Веги (якій приписували нульову величину), а потім (коли у Веги теж запідозрили змінність) нуль-пункт шкали перевизначили за допомогою кількох інших зір. Втім, для візуальних спостережень Вега може слугувати еталоном нульової зоряної величини й далі, оскільки її зоряна величина у видимому світлі дорівнює +0,03m, що на око не відрізняється від нуля.
Сучасна шкала зоряних величин не обмежується шістьма величинами чи тільки видимим світлом. Зоряна величина дуже яскравих об'єктів є від'ємною. Наприклад, Сіріус, найяскравіша зірка нічного неба, має видиму зоряну величину −1,47m. Сучасна техніка дозволяє також виміряти блиск Місяця і Сонця: повний Місяць має видиму зоряну величину −12,6m, а Сонце −26,8m. Орбітальний телескоп «Габбл» може спостерігати зірки до 31,5m у видимому діапазоні.

## Спектральна залежність
Зоряна величина залежить від спектрального діапазону, в якому здійснюється спостереження, тому що світловий потік від будь-якого об'єкта в різних діапазонах різний.
- Болометрична зоряна величина показує повну потужність випромінювання об'єкта, тобто сумарний потік у всіх спектральних діапазонах. Вимірюється болометром.

Найбільш розповсюджена фотометрична система — система UBV — має 3 смуги (спектральні діапазони, в яких здійснюються вимірювання). Відповідно, там існують:
- ультрафіолетова зоряна величина (U) — визначається в ультрафіолетовому діапазоні;
- «синя» зоряна величина (B) — визначається в синьому діапазоні;
- візуальна зоряна величина (V) — визначається у видимому діапазоні; крива спектральної чутливості вибрана так, щоб найкраще відповідати людському зору. Око найчутливіше до жовто-зеленого світла з довжиною хвилі близько 555 нм.

Різниця (U−B чи B−V) між зоряними величинами одного й того же об'єкта в різних смугах показує його колір і називається показником кольору. Чим більший показник кольору, тим червоніший об'єкт.
Є й інші фотометричні системи, у кожній з яких є різні смуги і, відповідно, можна виміряти різні величини. Наприклад, у старій фотографічній системі використовувались такі величини:
- фотовізуальна зоряна величина (mpv) — міра зчорнення зображення об'єкта на фотопластинці з оранжевим світлофільтром;
- фотографічна зоряна величина (mpg) — вимірюється на звичайній фотопластинці, що чутливіша до синього та ультрафіолетового діапазонів спектру.

## Видимі зоряні величини деяких об'єктів
| Об’єкт                                                                                                  | m       |
| --- | ------- |
| Сонце                                                                                                   | −26,73  |
| Повний Місяць                                                                                           | −12,92  |
| Спалах Ірідіуму (максимум)                                                                              | −9,50   |
| Венера (максимум)                                                                                       | −4,89   |
| Венера (мінімум)                                                                                        | −3,50   |
| Юпітер (максимум)                                                                                       | −2,94   |
| Марс (максимум)                                                                                         | −2,91   |
| Меркурій (максимум)                                                                                     | −2,45   |
| Юпітер (мінімум)                                                                                        | −1,61   |
| Сіріус (найяскравіша зоря неба)                                                                         | −1,47   |
| Канопус (2-га за яскравістю зоря неба)                                                                  | −0,72   |
| Сатурн (максимум)                                                                                       | −0,49   |
| Альфа Центавра сукупна яскравість А,В                                                                   | −0,27   |
| Арктур (3-тя за яскравістю зоря неба)                                                                   | −0,05   |
| Альфа Центавра А (4-та за яскравістю зоря неба)                                                         | −0,01   |
| Вега (5-та за яскравістю зоря неба)                                                                     | +0,03   |
| Сатурн (мінімум)                                                                                        | +1,47   |
| Марс (мінімум)                                                                                          | +1,84   |
| SN 1987A — наднова зоря 1987 року у Великій Магеллановій Хмарі                                          | +3,03   |
| Туманність Андромеди                                                                                    | +3,44   |
| Найслабші зорі,які видно у мегаполісах                                                                  | +3...+4 |
| Ганімед — супутник Юпітера, найбільший супутник Сонячної системи (максимум)                             | +4,38   |
| 4 Веста (найяскравіший астероїд), у максимумі                                                           | +5,14   |
| Уран (максимум)                                                                                         | +5,32   |
| Галактика Трикутника (М33), видима неозброєним оком при хорошому небі                                   | +5,72   |
| Меркурій (мінімум)                                                                                      | +5,75   |
| Уран (мінімум)                                                                                          | +5,95   |
| Найтьмяніші зорі, видимі неозброєним оком у сільській місцевості                                        | +6,50   |
| Церера (максимум)                                                                                       | +6,73   |
| NGC 3031(М81), видима неозброєним оком при ідеальному небі                                              | +6,90   |
| Найтьмяніші зірки, видимі неозброєним оком на ідеальному небі (Обсерваторія Мауна-Кеа, пустеля Атакама) | +7,72   |
| Нептун (максимум)                                                                                       | +7,78   |
| Нептун (мінімум)                                                                                        | +8,01   |
| Титан — супутник Сатурна, 2-й за розміром супутник Сонячної системи (максимум)                          | +8,10   |
| Проксіма Центавра                                                                                       | +11,10  |
| Найяскравіший квазар                                                                                    | +12,60  |
| Плутон (максимум)                                                                                       | +13,65  |
| Макемаке в опозиції                                                                                     | +16,80  |
| Хаумеа в опозиції                                                                                       | +17,27  |
| Ерида в опозиції                                                                                        | +18,70  |
| Найслабші зорі, видимі на знімку CCD-детектора на 24" телескопі при витримці у 30 хв                    | +22     |
| Найтьмяніший об’єкт, доступний на 8-метровому наземному телескопі                                       | +27     |
| Найтьмяніший об’єкт, доступний на орбітальному телескопі «Габбл»                                        | +31,5   |
| Найтьмяніший об’єкт, що буде доступний на 39-метровому наземному телескопі                              | +36     |
| Найтьмяніший об’єкт, що може бути доступним для приголомшливо великого телескопа (OWL)                  | +38     |

|  |